# Moehnia quantula
Moehnia quantula är en tvåvingeart som beskrevs av Hippa, Menzel och Jaschhof 1997. Moehnia quantula ingår i släktet Moehnia och familjen sorgmyggor. Inga underarter finns listade i Catalogue of Life.